# Zamioculcas
Zamioculcas é um género botânico, pertencente à família Araceae, que contém apenas a espécie Zamioculcas zamiifolia.
A Zamioculcas zamiifolia, da família das Aráceas (popularmente conhecida de Zamioculcas ou ZZ) é uma planta originária da Tanzânia, na África. Ela se adapta bem a ambientes internos, de pouca luz, sendo resistente e durável. Também é pouco exigente com as regas.

## Descrição
Apesar de ser bem resistente, alguns cuidados são indispensáveis: deve ser cultivada em ambientes preferencialmente internos com temperaturas nunca inferiores a 10 graus.  A temperatura ideal situa-se acima de 25 graus - contudo também adapta-se bem à áreas externas, desde que não haja incidência direta de sol. Não necessita de regas frequentes, no máximo duas vezes por semana; necessita de solo com boa drenagem; não necessita de podas, pois seu crescimento é lento; ao notar que o vaso está se deformando, deve-se mudar a planta para um vaso maior.

## Cultivares
Zamioculcas zamiifolia 'Dowon' comercialmente conhecida como 'Zamioculca Black'
- Zamioculcas zamiifolia 'zenzi'[2]
- Zamioculcas zamiifolia 'variegata'[2]
- Zamioculcas zamiifolia 'lucky white'[2]
- Zamioculcas zamiifolia 'chameleon'[2]
- Zamioculcas zamiifolia 'lucky classic plant'[2]
- Zamioculcas zamiifolia 'supernova'[2]

## Cultivação

### Propagação
Por sementes, estaquia de galho e através das folhas.

### Local
A Zamioculcas deve ser cultivada em ambientes internos, em temperaturas nunca abaixo de 18 graus. A temperatura ideal situa-se acima de 25 graus.

### Rega
Não necessita de regas frequentes. Cultivada num vaso compatível com o seu porte, pode ser irrigada duas vezes por semana.

### Solo
Deve apresentar boa drenagem. A mistura de solo indicada pode conter 1 parte de terra comum de jardim, 1 parte de terra vegetal adubada e 1 parte de areia.

### Luminosidade
Não exige muita luminosidade e não deve receber luz solar direta. Evite expô-la à luz solar direta, pois isso pode causar queimaduras nas folhas.

### Adubação
A Zamioculcas não é muito exigente quanto à adubação. Para garantir folhas bonitas e sadias, recomenda-se aplicar fertilizante NPK 10-10-10, seguindo as orientações do fabricante.

### Poda
Por se tratar de uma planta de crescimento lento, não exige podas. Periodicamente, deve-se retirar folhas murchas ou secas, para manter a harmonia do visual.

### Cuidados especiais
A Zamioculcas não exige muitos tratos, mas ao notar que a planta começa a se apresentar deformada no vaso, recomenda-se replantá-la em um vaso maior, para comportar seu desenvolvimento.

## Toxicidade
A família Araceae possui várias espécies tóxicas, pelo que esta espécie é também potencialmente tóxica. Há alguns casos reportados de irritação de olhos e boca após mordidas de folhas de Zamioculcas, principalmente em crianças pequenas. No entanto, um estudo preliminar com ensaios de toxicidade em artémia não mostraram evidências de toxicidade nas folhas, ou nas raízes.

## Subespécies
Embora não sejam muito conhecidas,  existem subespécies em análise, entre elas:

###### Grupo Majorifolia
Zamioculcas zamiifolia communis.
Zamioculcas zamiifolia laetarum.
Zamioculcas zamiifolia compacta.

##### Outras
Zamioculcas zamiifolia zamiifolia.
Essas subespécies são distintas pelas suas folhas, embora algumas sejam muitos semelhantes, como em algumas variedades da Zamioculcas zamiifolia típica. Algo também notável é a cor, desde esmeralda, como Zamioculcas zamiifolia compacta, até bicolor, como Zamioculcas zamiifolia laetarum, que se difere da Chameleon (variedade de Zamioculcas zamiifolia communis) por não trocar de cor conforme cresce. (algumas informações não foram citadas diretamente na fonte, então, não a acuse).
|  | Zamioculcas zamiifolia zamiifolia |
|  |                                   |
|  | Majorifolia                       |
|  |                                   |

Um grupo de subespécies chamado Majorifolia possui características mais avançadas para sobreviver, com pecíolos e rizomas que engrossam conforme envelhecem e folhas mais largas que absorvem mais água, pois chuvas na África são raras, uma única subespécie não está incluída, Zamioculcas zamiifolia zamiifolia, pois suas características fogem desse padrão. É pensado que Majorifolia seja uma ramificação de uma população ancestral de Zamioculcas zamiifolia zamiifolia que se espalhou por áreas mais secas, com Zamioculcas zamiifolia compacta sendo pensado como ramo mais antigo de Majorifolia verdadeiros.

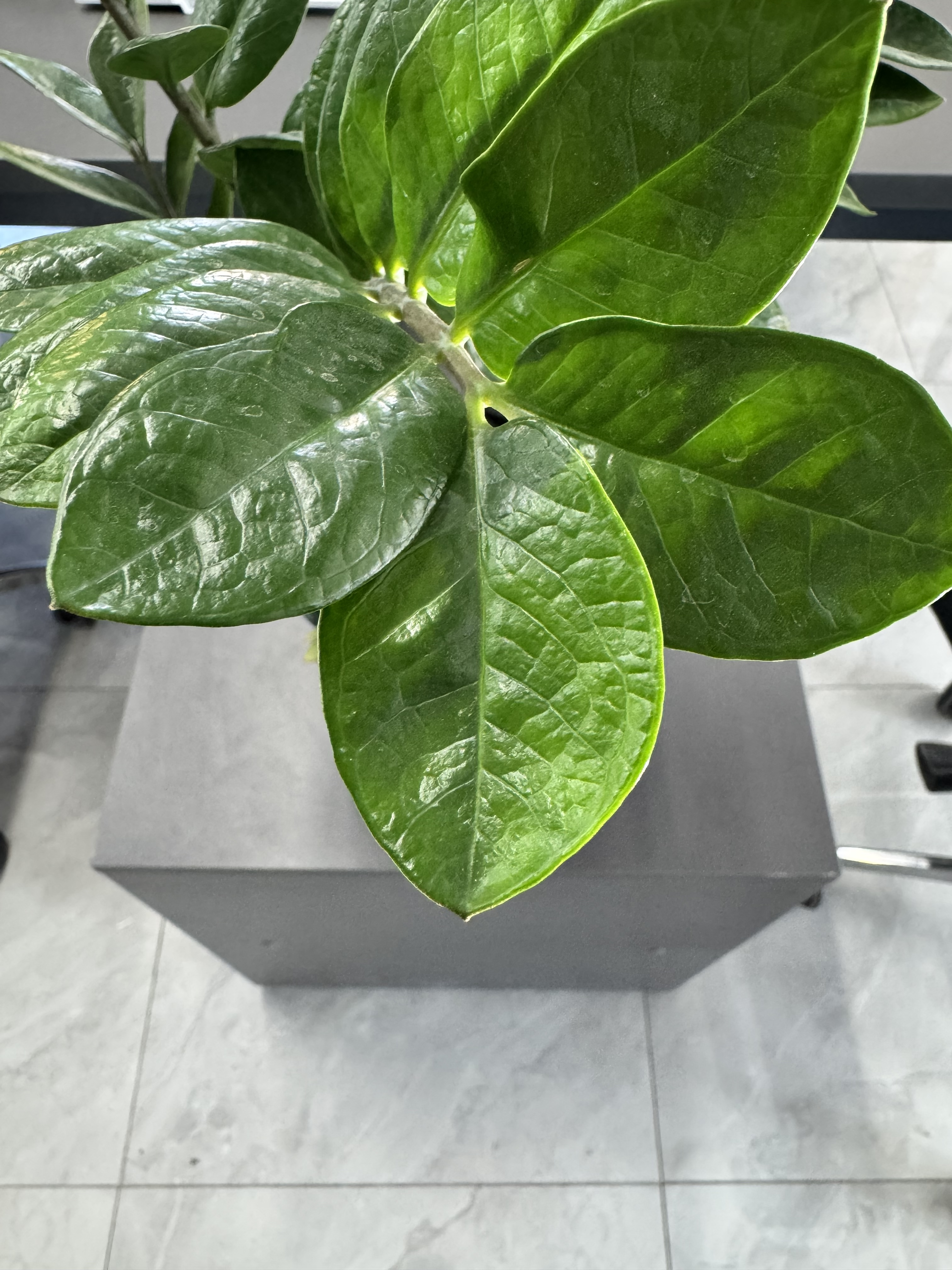
Zamioculcas zamiifolia communis.